# ハリウッド・ビー・ザイ・ネイム
『ハリウッド・ビー・ザイ・ネイム 』（Hollywood Be Thy Name）は、アメリカ合衆国のミュージシャン、ドクター・ジョンが1975年に発表したライブ・アルバム。

## 背景
長年所属していたアトコ・レコードを離れ、ユナイテッド・アーティスツ・レコードに移籍して発表された。クレジットの記載によれば、「ウィリー・パープルズ・ナイトクラブ」におけるライブ録音と、チェロキー・レコーディング・スタジオにおける録音が混在した内容だが、実際にはプロデューサーのボブ・エズリンが、スタジオ録音に歓声を被せた疑似ライブ盤という説もある。本作のためのセッションには、当時ロサンゼルスに移住したばかりのトミー・ボーリンも参加したが、最終的にはボーリンの演奏は収録されず、他のギタリストに差し替えられた。

## 反響・評価
セールス的には成功を収められず、『ザ・サン、ムーン&ハーブス』（1971年）以降のアルバムとしては初めて、Billboard 200入りを逃す結果となった。アル・キャンベルはオールミュージックにおいて5点満点中2.5点を付け、全体像に関して「生々しいニューオーリンズの魂と安酒場のピアノを合わせ持つ、楽しめる作品」と好意的に評価する一方、タイトル曲に関しては「唯一の場違いな曲」「安っぽいディスコ・ビートを備えた曲で、言うまでもなくドクター・ジョンに似合わない」と評している。

## 収録曲
特記なき楽曲はドクター・ジョン作。
1. ニュー・アイランド・ソイリー - "New Island Soiree" - 3:13
2. レゲエ・ドクター - "Reggae Doctor" - 3:19
3. ザ・ウェイ・ユー・ドゥ・ザ・シングス・ユー・ドゥ - "The Way You Do the Things You Do" (Robert Rogers, William Robinson) - 3:46
4. スワニー・リヴァー・ブギー - "Swanee River Boogie" - 2:51
5. イエスタデイ - "Yesterday" (John Lennon, Paul McCartney) - 5:21
6. バビロン - "Babylon" (Dr. John, Bob Ezrin) - 6:11
7. バック・バイ・ザ・リヴァー - "Back by the River" (Bill Quateman) - 4:01
8. メドレー:イッツ・オール・ライト・ウィズ・ミー〜ブルー・スカイ〜ウィル・ザ・サークル・ビー・アンブロークン - "Medley" - 5:32
  - "It's All Right with Me" (Cole Porter)
  - "Blue Skies" (Irving Berlin)
  - "Will the Circle Be Unbroken" (A.P. Carter)
9. ハリウッド・ビー・ザイ・ネイム - "Hollywood Be Thy Name" - 3:16
10. アイ・ウォナ・ロック - "I Wanna Rock" (John Marascalco, Robert Blackwell, Roy Montrell) - 3:15

## 参加ミュージシャン
- ドクター・ジョン - ボーカル、キーボード
- スティーヴ・ハンター - ギター
- アルヴィン・ビショップ・ロビンソン - ボーカル(on "It's All Right with Me")、ギター、パーカッション
- ロニー・バロン - ボーカル(on "Will the Circle Be Unbroken")、オルガン
- ケニー・アッシャー - チェンバリン
- ボブ・エズリン - オンディオリン
- ジュリアス・ファーマー - エレクトリックベース
- ジョン・ブードロー - ドラムス
- ジョニー・"ビー"・バダニェック - ドラムス
- トミー・ヴィグ - パーカッション
- ボビー・トレス - コンガ
- アーニー・ワッツ - テナー・サクソフォーン
- クリフォード・ソロモン - テナー・サクソフォーン
- リロイ・クーパー - バリトン・サクソフォーン
- ウォーレン・ルーニング - トランペット
- チョーンシー・ウェルシュ - トロンボーン
- ザ・クレオレッツ（タミー・リン、ロビー・モンゴメリー、ヴェネッタ・フィールド） - ボーカル